# 자징원
가정문(중국어 정체자: 賈靜雯, 간체자: 贾静雯, 병음: Jiǎ Jìng Wén 자징원[*], 영어: Alyssa Chia, 1974년 10월 7일 ~ )은 중화민국의 배우, 텔레비전 진행자이다.

## 출연 작품
- 폭포 (2021)
- 은형적시방 (2016)
- 5월 1일 (2015)
- 섹스 어필 (2014)
- 태평공주 (2012)